# BISS
BISS（Basic Interoperable Scrambling System）とは、欧州放送連合とハードウェアの工業コンソーシアムによって開発された、衛星信号のスクランブルシステムである。限定受信システムの一種。

## 概要
BISSは衛星放送における限定受信システムの一つであり、DVBの規格上で使われている。DVB-CSAの一種。
海外では多くの放送局が使用しているが、日本の放送では使われておらず、専ら通信であるSNGにのみ使用されている。
計算量的安全性の問題からこのシステムは徐々に使用数を減らしている。
その例として、米国の一部放送局(CNN,FOX,AFN等)では多くが複雑な暗号化方式であるPowerVuや、その発展形であるPowerVu+を導入している。

## 暗号化の方式
暗号化の方式は三種類存在する。
- BISS-0 このモードでは暗号化はされない。ノンスクランブル。

- BISS-1 送信者と受信者によって事前に取り決められたセッションキーによって暗号化される。このキーは、エンコーダーとデコーダー共に入力する必要があり、暗号化されたTV信号を形成する。BISSキーをサポートし、正しいキーを入力した任意のデコーダーは、信号を復号することが出来る。

- BISS-E (E は暗号化の意)　デコーダーには、事前に権利者によって一つの暗号鍵が入力されており、ユーザーには知られていない。ユーザーは送信者から送られてくるセッションキーを受信機に入力する。このセッションキーは、デコーダー内部で事前に入力された暗号鍵と合わせて計算され、信号を復号する。暗号鍵の受け渡しにおける秘匿化を目的とした運用形態であり、スクランブルの暗号強度はBISS-1と同等である。